# Tendre Voyou
Tendre Voyou is een Frans-Italiaanse film van Jean Becker die werd uitgebracht in 1966.
Deze prent past in het rijtje komische avonturenfilms (Cartouche (1962), L'Homme de Rio (1964), Les Tribulations d'un Chinois en Chine (1965) e.a.) waarin Jean-Paul Belmondo begin jaren zestig uitblonk. Hij belichaamt hier voor het eerst de mythomane en charmante verleider-oplichter, een rol die hij verder zou uitwerken in onder meer Le Magnifique (1973) en L'Incorrigible (1975). In Tendre Voyou werkten Belmondo en Becker voor de derde en laatste keer samen.

## Samenvatting
Antoine Maréchal, alias Tony, is een gladde mythomane lefgozer die de kost verdient als verkoper van luxewagens. Hij gebruikt die wagens echter veel liever om er vrouwen mee te versieren. 
Op een dag verliest hij zijn job. Omdat hij bijna geen geld meer heeft, vindt hij samen met zijn vriend Bob een nieuwe manier om aan de kost te komen: niet gehinderd door enige scrupule vrouwen verleiden en zich door hen laten onderhouden. Op de paardenrenbaan ontmoet hij eerst Muriel, die voor zijn charmes bezwijkt. Ze neemt hem mee naar de wintersport, waar ook haar minnaar, een rijke directeur, en zijn vrouw Béatrice verblijven. Al gauw heeft hij ook af te rekenen met Béatrice. Muriel overtuigt hem ervan met haar terug naar Parijs te gaan. 
Later, in Cannes, richt hij zijn liefdespijlen op de knappe barones Mina von Strasshofer die hem uitnodigt op haar jacht.

## Rolverdeling
| Acteur               | Personage             | Beschrijving                                           |
| -------------------- | --------------------- | ------------------------------------------------------ |
| Jean-Paul Belmondo   | Antoine Maréchal      |                                                        |
| Nadja Tiller         | Minna von Strasshofer | barones                                                |
| Mylène Demongeot     | Muriel                | de minnares van Gabriel Dumonceaux                     |
| Robert Morley        | Edouard Swift         | Lord                                                   |
| Stefania Sandrelli   | Véronique             |                                                        |
| Maria Pacôme         | Germaine              | alias 'Mémère'                                         |
| Geneviève Page       | Béatrice Dumonceaux   | de vrouw van Gabriel                                   |
| Philippe Noiret      | Gabriel Dumonceaux    | président-directeur général van de 'Filatures du Nord' |
| Jean-Pierre Marielle | Bob                   |                                                        |
| Ellen Bahl           | Josette               | een vriendin van Béatrice                              |
| Peter Carsten        | Otto Hanz             | kapitein van het jacht                                 |
| Ivan Desny           |                       | de verkoper van Cannes                                 |
| Marcel Dalio         |                       | de vader van Véronique, avonturier                     |
| Paul Mercey          | Ponce                 | de uitbater van de garage van tweedehandswagens        |
| Pierre Duncan        |                       | de kapitein van de cargo                               |
| Leroy Haines         |                       | de kok van het jacht                                   |
| Pierre Leproux       | Georges               | de chauffeur van de weduwe                             |
| Pierre Tornade       |                       | een klant van de garage                                |
| Dominique Zardi      |                       |                                                        |